# Aghajari
Āghājārī (farsi آغاجاری) è il capoluogo dello shahrestān di Aghajari, circoscrizione Centrale, nella provincia del Khūzestān. Aveva, nel 2006, una popolazione di 13.152 abitanti.